# Emma Lucy Braun
Emma Lucy Braun ( 19 de abril de 1889 – 5 de marzo de 1971 ) fue una prominente botánica, ecóloga, y experta en forestales del este de EE. UU.

## Vida

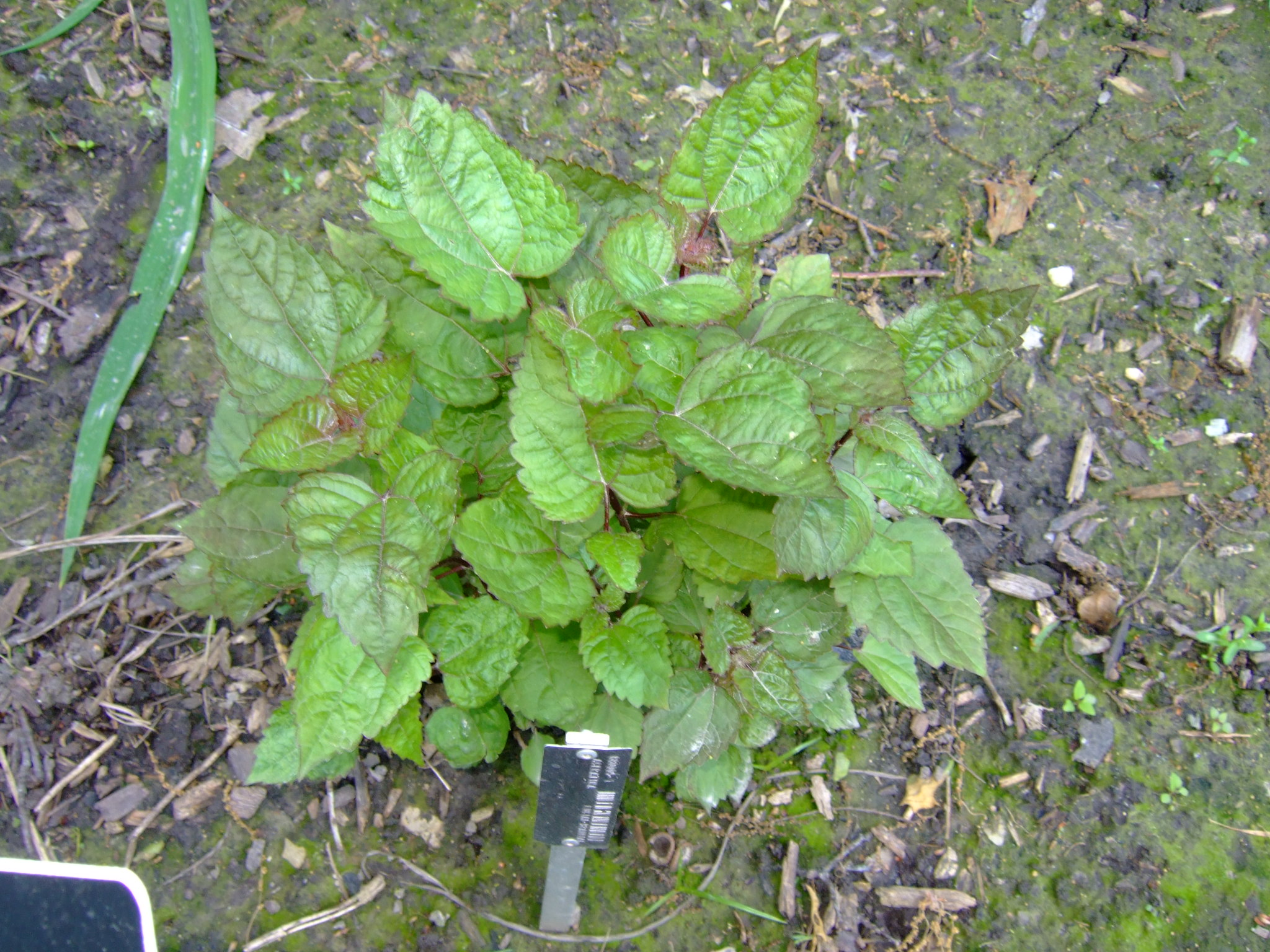
Ageratina luciae

Lucy Braun nació en Cincinnati, Ohio, y aunque se desplazó extensamente permaneció allí por el resto de su vida. Comenzó como estudiante y más tarde profesora en la Universidad de Cincinnati, donde se graduó de Bs.Sc. en 1910, Ms.Sc. en Geología en 1912, y obtuvo su Ph.D. en Botánica, en 1914. Enseñó tanto esa ciencia como geología en la misma universidad, opositando y ganando el cargo de Profesora Asistente de botánica en 1923 y el de Profesor Ordinario en 1946.

## Honores
En 1933, la "Ohio Academy of Science" la eligió presidenta, siendo la primera mujer que accedió al cargo. En 1950, fue también la primera mujer presidente de la Ecological Society of America (ESA), que acabó honrando su nombre mediante un galardón para carreras de estudiantes.
Nueve especies de Kentucky llevan su nombre.

## Investigaciones
Braun se hizo muy conocida por su texto de campo, Deciduous Forests of Eastern North America (1950), habiendo publicado mucho en botánica y en ecología vegetal. Consiguió una parcela de clausura de preservación de 4.000 ha en Ohio, donde muchos de sus estudios a campo, en conjunto con sus alumnos, fueron llevados a cabo. Su incansable devoción a la preservación fue importante en el desarrollo de la ecología.
Lucy permaneció soltera, y vivió toda su vida con su hermana, la entomóloga Annette Frances Braun.

## Algunas publicaciones
- 1943. An Annotated Catalog of the Spermatophytes of Kentucky

- 1961. The woody plants of Ohio: Trees, shrubs & woody climbers: native, naturalised & escaped (The vascular flora of Ohio). Ed. Ohio State University Press. 362 pp.

- 1967. The Monocotyledoneae: Cat-tails to Orchids

- 1969. Woody Plants of Ohio. Ed. Macmillan Pub. Co. 362 pp. ISBN 0-02-841890-5

- 1970. Deciduous Forests of Eastern North America. Ed. Hafner Press. 596 pp. ISBN 0-02-841910-3
- La abreviatura «E.L.Braun» se emplea para indicar a Emma Lucy Braun como autoridad en la descripción y clasificación científica de los vegetales.[4]